# Miguel Nasur
Miguel Nasur Allel (c. Santiago, 29 de septiembre de 1935) es un empresario, exfutbolista y dirigente deportivo chileno de ascendencia palestina y siria.

## Trayectoria

### Como futbolista
Tras egresar del Liceo Valentín Letelier, Nasur comenzó una carrera de futbolista que desarrolló durante las décadas de 1950 y 1960. Jugaba en la posición de portero.
Se inició en las divisiones inferiores de Palestino, y en 1954 pasó al equipo profesional del club, donde se mantuvo hasta 1960 y ganó la primera división chilena en 1955. Posteriormente jugó en Santiago Wanderers (1961) —equipo con el que fue campeón de la Copa Chile Green Cross 1961— y en el Club de Deportes de la Universidad Técnica del Estado (1963).

#### Clubes
| Club                           | País  | Año       |
| ------------------------------ | ----- | --------- |
| Palestino                      | Chile | 1952-1960 |
| Santiago Wanderers             | Chile | 1961      |
| Universidad Técnica del Estado | Chile | 1963      |
| Palestino                      | Chile | 1969-1970 |

### Dirigente y empresario deportivo
Comenzó su carrera como dirigente del fútbol amateur en la década de 1950. En 1969 entró a la dirigencia del Club Deportivo Palestino, del cual llegó a ser su presidente entre 1977 y 1978, periodo en que el equipo se coronó campeón del fútbol profesional chileno. Fue tesorero de la Asociación Central de Futbol de Chile hasta 1981, cuando el presidente Abel Alonso le pidió la renuncia luego de criticar la gestión del dirigente español. En 1982 fue candidato a la presidencia de dicho organismo, siendo derrotado por Rolando Molina.
En 1985 asumió como presidente de la Federación de Fútbol de Chile y de la Asociación Central de Fútbol de Chile (ACF) en reemplazo de Ricardo Abumohor.Durante su mandato, se vivió una de las crisis más grandes del fútbol profesional. Al asumir, aseguró una política consistente en la austeridad, además de no tolerar ningún atraso en el pago de sueldos a los jugadores. El torneo de 1985 debió aplazarse debido a las deudas de los equipos, mientras que la ACF en un solo Tribunal Civil de Santiago contaba con 109 órdenes de embargo pendientes, mientras que la deuda del ´futbol con la banca superaba los 2.100 millones de pesos mientras que la de los clubes con la ACF a 600 millones de la divisa. Sin embargo, su excesivo personalismo generó anticuerpos en algunos clubes, especialmente en los denominados grandes, quienes a fines de 1985 amenazan con marginarse de la ACF y crear su propia liga, junto a Palestino y Unión Española.
Superados los conflictos y amenazas de ligas paralelas, en 1986 se creó la Asociación Nacional de Fútbol Profesional (ANFP), organismo del cual fue su primer presidente. En 1987 nuevamente crecen los conflictos entre Nasur y los clubes disidentes a su gestión, con Colo-Colo a la cabeza. Tal fue su conflicto con el conjunto albo, que este se trasladó a la Selección chilena, en cuanto mantuvo una airada discusión con jugadores como Roberto Rojas y Fernando Astengo, seleccionados chilenos y miembros del plantel colocolino, en la antesala de la Copa América 1987 referida a los premios.A fines de 1987 cesó en el cargo de presidente de la ANFP siendo sucedido por Manuel Córdova, manteniéndose como mandamás de la Federación.Sin embargo, luego de que Córdova comienza a distanciarse de Nasur, señalando que no aprobará estatutos los cuales le daban mayor poder a Nasur sobre su persona. Los estatutos son aprobados.
En el mismo año 88, la FIFA apuntó al fútbol chileno por la fallida transferencia de Ivo Basay al Atlas mexicano. El equipo mexicano había pagado el pase del jugador chileno, más este terminó rompiendo el contrato firmado para finalmente fichar por el Stade de Reims francés. El dinero abonado por el equipo mexicano no había sido devuelto, por lo que FIFA amenaza a Chile con excluirlo de competencias internacionales si dicho dinero no es devuelto. Tras una investigación, se determinó que Basay partió como jugador libre a Francia, por lo que se rumoreó que el dinero ingresó al patrimonio del dueño del pase de Basay, el mismo Miguel Nasur. Dicha acusación, fue la punta del iceberg con las que siguieron, entre ellas las relaciones financieras de los clubes con la financiera de Nasur, como el viaje a la Copa América 1987 de dirigentes y sus familias a costa de la ANFP.
Cesó en la presidencia de la federación de fútbol a comienzos de 1989. Entre 1992 y 1996 fue presidente de la Asociación Nacional de Fútbol Amateur (ANFA).
Es dueño y presidente del Club de Deportes Santiago Morning desde 2005, cuando se convirtió en su accionista mayoritario (posee un 95%), luego de que Demetrio Marinakis dejó el club. En 2016 adquirió el Miami United FC de Estados Unidos. Además, fue dueño de Deportes Ovalle, sin embargo dicho equipo estuvo inactivo luego de que descendiera administrativamente de la Segunda División. Es el dueño de la marca e intentó vender los derechos, sin éxito.
Desde abril de 2018 es asesor de la Asociación de Fútbol de Cuba. En julio de ese mismo año adquirió el 51 % del Canal del Deporte Olímpico (CDO).

## Trayectoria empresarial
En paralelo a su carrera como futbolista, trabajó durante dos décadas en el Banco de Crédito e Inversiones (BCI). En 1974 se jubiló y comenzó a realizar distintos emprendimientos, como la financiera Davens. Tuvo participación en la aerolínea National Airlines, creada en 1992 y que en 1998 fue vendida a Avant Airlines. También fue socio de los casinos de Arica, Iquique, Coquimbo y Puerto Natales.
Actualmente, además de su rol en clubes y medios deportivos, Nasur tiene inversiones en otros rubros. Ha incursionado en el negocio inmobiliario y es dueño de tres hoteles. También es propietario de la Radio La Clave y de la financiera Finasur (creada en 1978). Es controlador de Antares S.A., que posee el 0,07 % del Banco Santander Chile.